# Platylabus goliath
Platylabus goliath är en stekelart som beskrevs av Heinrich 1974. Platylabus goliath ingår i släktet Platylabus och familjen brokparasitsteklar. Inga underarter finns listade i Catalogue of Life.